# Пэксан (премия, 2022)
58-я церемония вручения премии «Пэксан» (кор. 제58회 백상예술대상) состоялась 6 мая 2022 года в конференц-центре KINTEX в городе Коян, провинция Кёнгидо. Ведущими церемонии были Син Донъёп, Пэ Суджи и Пак Погом. Ежегодная церемония является одной из самых престижных церемоний награждения в Южной Корее, на которой отмечаются достижения в области кинематографа, телевидения и театра. Трансляции в прямом эфире вели JTBC и TikTok. Впервые за два года мероприятие было проведено в режиме оффлайн, в то время как на прошлых премиях из-за пандемии COVID-19 в Южной Корее зрители вживую не присутствовали.
Номинанты были объявлены 11 апреля 2022 года на официальном сайте. На премию могли претендовать все работы, выпущенные в период с 12 апреля 2021 года по 31 марта 2022 года. Главными наградами церемонии являются «Гран-при в области кинематографа» и «Гран-при в области телевидения». Первый гран-при был присужден режиссёру Рю Сын Вану за фильм «Побег из Могадишо», второй — телевизионной драме «Игра в кальмара». Наибольшего числа наград (3 победы) были удостоены фильмы «Побег из Могадишо» и «Создатель королей», а также сериалы «Охотник за дезертирами» и «Игра в кальмара». Среди артистов больше всего побед было у Ли Чунхо и Ким Тхэри. Ли стал лауреатом в номинациях «Лучший актёр» и «Самый популярный актёр» за актёрскую игру в сериале «Красная манжета»; Ким получила награды в номинациях «Лучшая актриса» в области «Телевидение» и «Самая популярная актриса» за актёрскую игру в сериале «Двадцать пять, двадцать один».

## Список лауреатов и номинантов
Победители выделены жирным шрифтом. Номинанты выделены курсивом. 

### Кинематограф
| Фотография | Гран-при (награду вручал Ли Чжунъик) | Фотография | Лучший фильм (награду вручала Ём Джона) |
| ---------- | --- | ---------- | --- |
|            | - Рю Сынван (режиссёр) — Побег из Могадишо - Побег из Могадишо |            | - Побег из Могадишо - Создатель королей - Чудо: Письма президенту - Сестры-швеи - Ничего серьёзного |
| Фотография | Лучший режиссёр (награду вручали Ким Убин и Ли Квансу) | Фотография | Лучший режиссёр-новичок (награду вручали Хон Гён и Чхве Джонын) |
|            | - Пён Сонхён — Создатель королей - Рю Сынван — Побег из Могадишо - Пак Донхун — В расцвете сил - Ли Джанхун — Чудо: Письма президенту - Чон Гаён — Ничего серьёзного                                                                               |            | - Чо Ынджи — Возможно любовь - Ким Чанджу — Сильный удар - Сон Намкун — 10 месяцев - Пиль Камсон — Заложник: пропавшая знаменитость - Хон Сонын — Одиночки                                                                                                   |
| Фотография | Лучший актёр (награду вручали Ю Аин и Чон Джонсо) | Фотография | Лучшая актриса (награду вручали Ю Аин и Чон Джонсо) |
|            | - Соль Гёнгу в роли Ким Унбёма - Создатель королей - Ким Юнсок в роли Хан Синсона — Побег из Могадишо - Ли Сонгюн в роли Со Чандэ — Создатель королей - Чон У в роли Пак Хисо — Горячая кровь - Чхве Минсик в роли Ли Хаксона — В расцвете сил     |            | - Ли Хёён в роли Санок — Напротив твоего лица - Ко Дусим в роли Чинок — Принятие - Пак Содам в роли Ынха — Специальная доставка - Им Юна в роли Сон Рахи — Чудо: Письма президенту - Чон Джонсо в роли Джаён — Ничего серьёзного                             |
| Фотография | Лучший актёр второго плана (награду вручали Пак Чонмин и Ким Сонён) | Фотография | Лучшая актриса второго плана (награду вручали Пак Чонмин и Ким Сонён) |
|            | - Чо Уджин в роли директора Ли — Создатель королей - Ку Гёхван в роли Тэ Джунки — Побег из Могадишо - Пак Ёну в роли директора Пака — Духостранник - Сон Юбин в роли Ким Сонкёна — Возможно любовь - Хо Джунхо в роли Рим Юнсу — Побег из Могадишо |            | - Ли Сугён в роли Чон Богён — Чудо: Письма президенту - Ким Соджин в роли Ким Мёнхи — Побег из Могадишо - Ким Джэхва в роли Джу Суджин — Побег из Могадишо - Сим Дальги в роли А Рам — Снежок - О Нара в роли Миэ — Возможно любовь                          |
| Фотография | Лучшая дебютная мужская роль (награду вручали Хон Гён и Чхве (награду вручали Хон Гён и Чхве Джонъын) ) | Фотография | Лучшая дебютная женская роль (награду вручали Хон Гён и Чхве Джонъын) |
|            | - Ли Хоннэ в роли А Ми — Горячая кровь - Ким Донхви в роли Хан Джиу — В расцвете сил - Ким Джэбём в роли Чхве Киван — Заложник: пропавшая знаменитость - Му Джинсон в роли Ю Джин — Возможно любовь - Чон Джэгван в роли Син Гванхо — Не вне       |            | - Ли Юми в роли Юн Седжин — Взрослые не знают - Кон Сынён в роли Джина — Одиночки - Пан Мина в роли Кани — Снежок - Сохён в роли Чон Джиу — Любовь и поводки - Чхве Сонын в роли Чхве Мирэ — 10 месяцев                                                      |
| Фотография | Лучший сценарий (награду вручали Кан Ханыль и Ли Юён) | Фотография | Технические эффекты (награду вручал Ко Су) |
|            | - Чон Гаён, Ван Хёджи — Ничего серьёзного - Сон Намкун — 10 месяцев - Рю Сынван, Ли Гичхоль — Побег из Могадишо - Бён Сонхён, Ким Минсу — Создатель королей - Ли Юнджэ — В расцвете сил                                                            |            | - Чхве Ёнхван (оператор) — Побег из Могадишо - Кан Джоник, Со Бёнчхоль (VFX) — Пираты: Последнее королевское сокровище - Чхо Хёнрэ (оператор) — Создатель королей - Чхве Сонгём (трюки) — Специальная доставка - Хан Арём (арт-директор) — Создатель королей |

#### Фильмы с наибольшим количеством побед
| Количество | Фильм             |
| ---------- | ----------------- |
| 3          | Побег из Могадишо |
| 3          | Создатель королей |

#### Фильмы с наибольшим количеством номинаций
| Количество | Фильм                            |
| ---------- | -------------------------------- |
| 7          | Побег из Могадишо                |
| 6          | Создатель королей                |
| 4          | Чудо: Письма президенту          |
| 4          | Ничего серьёзного                |
| 4          | Возможно любовь                  |
| 4          | В расцвете сил                   |
| 3          | 10 месяцев                       |
| 2          | Специальная доставка             |
| 2          | Заложник: пропавшая знаменитость |
| 2          | Горячая кровь                    |
| 2          | Одиночки                         |

### Телевидение
| Гран-при (награду вручали Хон Чондо и Ю Джэсок) | Гран-при (награду вручали Хон Чондо и Ю Джэсок) | Гран-при (награду вручали Хон Чондо и Ю Джэсок) | Гран-при (награду вручали Хон Чондо и Ю Джэсок) |
| ----------------------------------------------- | --- | ----------------------------------------------- | --- |
| Игра в кальмара (Netflix)                       | |                                                 | |
| Фотография                                      | Лучший сериал (награду вручала Ём Джона) | Фотография                                      | Лучший режиссёр (награду вручали Ким Убин и Ли Квансу) |
|                                                 | - Охотник за дезертирами (Netflix) - Двадцать пять, двадцать один (tvN) - Игра в кальмара (Netflix) - Красный манжет рукава (MBC) - Политическая лихорадка (Wavve) |                                                 | - Хван Донхёк — Игра в кальмара - Юн Сонхо — Политическая лихорадка - Ли Начон — Моё - Чон Джиин — Красный манжет рукава - Хан Джунхи — Охотник за дезертирами |
| Фотография                                      | Лучшая развлекательная программа (награду вручали Чха Ыну и Ли Дахи) | Фотография                                      | Лучшая обучающая программа (награду вручали Чха Ыну и Ли Дахи) |
|                                                 | - Уличная женщина-боец (Mnet) - Падающие звезды (SBS) - Инферно для одиночек (Netflix) - Викторина по блоку (tvN) - Транзитная любовь (TVING) |                                                 | - Docu Insight: национальный представитель (KBS) - Величайшие умы (EBS) - История дня, когда ты укусишь себя за хвост. 3 сезон (SBS) - Мои золотые дети (Channel A) - Поцелуй вселенную (KBS)                                                                                              |
| Фотография                                      | Лучший актёр (награду вручали Син Хагюн и Ким Соён) | Фотография                                      | Лучшая актриса (награду вручали Син Хагюн и Ким Соён) |
|                                                 | - Ли Чунхо в роли И Сана, короля Чонджо — Красный манжет рукава - Ким Намгиль в роли Сон Хаёна — Сквозь тьму - Ли Джонджэ в роли Сон Гихуна — Игра в кальмара - Им Сиван в роли Хван Донджу — Трейсер - Чон Хэин в роли Ан Джунхо — Охотник за дезертирами                |                                                 | - Ким Тхэри в роли На Хидо — Двадцать пять, двадцать один - Ким Хесу в роли Сим Ынсок — Суд по делам несовершеннолетних - Пак Ынбин в роли Ли Хви / Ёнсон / Дами — Любовь короля - Ли Сеён в роли Сон Доким — Красный манжет рукава - Хан Сохи в роли Юн Чиу / О Хёчин — Моё имя           |
| Фотография                                      | Лучший актёр второго плана (награду вручали О Джонсе и Ём Херан) | Фотография                                      | Лучшая актриса второго плана (награду вручали О Джонсе и Ём Херан) |
|                                                 | - Чо Хёнчхоль в роли Чо Сокбона — Охотник за дезертирами - Ли Докхва в роли короля Ёнджо — Красный манжет рукава - Ли Хакджу в роли Ким Суджин — Политическая лихорадка - Ли Хёнук в роли Хан Джиюна — Моё - Хо Сонтхэ в роли Чан Доксу — Игра в кальмара                 |                                                 | - Ким Синрок в роли Пак Чонджа — Зов ада - Кан Мальгым в роли Чха Михён — Тридцать девять - Ким Джурён в роли Хан Минё — Игра в кальмара - Ок Джаён в роли Кан Джагён — Моё - Чан Хеджин в роли придворной леди Со — Красный манжет рукава                                                 |
| Фотография                                      | Лучшая дебютная мужская роль (награду вручали Ли Дохён и Пак Чухён) | Фотография                                      | Лучшая дебютная женская роль (награду вручали Ли Дохён и Пак Чухён) |
|                                                 | - Ку Гёхван в роли Хан Хоюля — Охотник за дезертирами - Син Сынхо в роли Хван Чансу — Охотник за дезертирами - Ю Инсу в роли Юн Гвинама — Мы все мертвы - Чхве Хёнук в роли Мун Джиуна — Двадцать пять, двадцать один - Тхан Джунсан в роли Юн Хэкана — Парни с ракетками |                                                 | - Ким Хёджун в роли Гу/Сон Игён — Инспектор Гу - Ли Ён в роли Пэк Сону — Суд по делам несовершеннолетних - Ли Юми в роли Ли Наён — Мы все мертвы - Чон Хоён в роли Кан Сэбёк — Игра в кальмара - Чхо Ихён — в роли Чхве Намры — Мы все мертвы                                              |
| Фотография                                      | Лучший эстрадный артист (награду вручали Ли Сынги и Чан Доён) | Фотография                                      | Лучшая эстрадная артистка (награду вручали Ли Сынги и Чан Доён) |
|                                                 | - Ли Ёнджин - Ким Гура - Мун Сеюн - Чо Сехо - Key |                                                 | - Чу Хёнён - Сон Ыни - Ли Миджу - Ли Ынджи - Хон Джигён |
| Фотография                                      | Лучший сценарий (награду вручали Кан Ханыль и Ли Юён) | Фотография                                      | Технические эффекты (награду вручал Ко Су) |
|                                                 | - Ким Минсок — Суд по делам несовершеннолетних - Ким Хонки, Пак Нури, Чхве Сонджин, Юн Сонхо — Политическая лихорадка - Пэк Мигён — Моё - Ли Наын — Наше любимое лето - Хван Донхёк — Игра в кальмара                                                                     |                                                 | - Чон Джэиль (музыка) — Игра в кальмара - Квон Тэын (Музыка) — Король-певец в маске, Пой снова (сезон 2), Пунрю, Супербанда (сезон 2) - Ким Хваён (операторская работа) — Красный манжет рукава - Ым Ёнсик, Ким Дахи (анимация) — Клетки Юми - Чхэ Гёнсон (арт-директор) — Игра в кальмара |

#### Телевизионные программы с наибольшим количеством побед
| Количество | Телевизионная программа |
| ---------- | ----------------------- |
| 3          | Охотник за дезертирами  |
| 3          | Игра в кальмара         |

#### Телевизионные программы с наибольшим количеством номинаций
| Количество | Телевизионная программа         |
| ---------- | ------------------------------- |
| 8          | Игра в кальмара                 |
| 7          | Красный манжет рукава           |
| 5          | Охотник за дезертирами          |
| 4          | Моё                             |
| 4          | Политическая лихорадка          |
| 4          | Суд по делам несовершеннолетних |
| 3          | Двадцать пять, двадцать один    |
| 3          | Мы все мертвы                   |

## Театр
| Лучшая постановка (награду вручала Мун Сори) | Лучшая короткая постановка (награду вручала Пак Содам) |
| --- | --- |
| - Турецкий марш — Мок Джакдан - Экстремальный выход — Театральная компания - Пугало в театре — Национальная театральная труппа - Падение 2 — Проектная группа Бар-Дэб - Хонпён Гукчон — Театр 907 | - Ким Миран (постановщик) — Это может быть неудачная история - Над толпой: Решение истории — Pansoria Jit Nollae Box - Ли Оджин (постановщик и сценарист) — Время зова - Ли Хондо (продюсер) — Автобиография Ли Хондо (Моя жизнь драматурга) - Хан Хёнджу (продюсер) — Дом: дом сонаты |
| Лучший актёр (награду вручали Чхве Сунджин и Ли Бонрён) | Лучшая актриса (награду вручали Чхве Сунджин и Ли Бонрён) |
| - Пак Вангю — Красные листья - Квон Чонхун — Солнце - Ким Донхён — Мужчина, печатающий на пишущей машинке - Юн Санхва — Хороший монстр - Чон Кёнхо — Ангелы в Америке                             | - Хван Сонми — Хонпён Гукчон - Кан Джиын — Лидер - Пак Ынгён — Время закваски - Пак Джиён — Это может быть неудачная история - Син Юнджи — Клуб одержимых юностью Хиин |

## Специальные награды
| Самый популярный актёр (награду вручали Чхве Минхо и Чхэ Субин) | Самая популярная актриса (награду вручали Чхве Минхо и Чхэ Субин) |
| --- | --- |
| - Ли Чун Хо - Ку Гёхван - Ким Гура - Ким Намгиль - Ким Донхви - Ким Юнмок - Ким Джэбом - Ё Иджу - Мун Сеюн - Пак Ёну - Соль Гёнгу - Сон Юбин - Син Сынхо - Ю Инсу - Ли Докхва - Ли Сонгюн - Ли Ёнджин - Ли Джонджэ - Ли Хакджу - Ли Хёнук - Лим Сиван - Чон У - Чон Джэг Ван - Чон Хэин - Чо Сехо - Чо Уджин - Чо Хёнчхоль - Чхве Минсик - Чхве Хёнук - Key - Тхан Джунсан - Хо Сонтхэ - Хо Джунхо | - Ким Тхэри - Кан Мальгым - Ко Дусим - Кон Сынён - Ким Соджин - Ким Синрок - Ким Джэхва - Ким Джурён - Ким Хёсу - Ким Хёджун - Пак Содам - Пан Мина - Сохён - Сон Ыни - Сим Дальги - О Нара - Ок Джаён - Ли Миджу - Ли Сеён - Ли Сугён - Ли Ён - Ли Юми - Ли Ынджи - Ли Хёён - Им Юна - Чан Хеджин - Чон Джонсо - Чон Хоён - Чу Хёнён - Чхве Сонын - Хан Сохи - Хон Джингён |

## Выступления
| Исполнитель                   | Песня      | Ссылка |
| ----------------------------- | ---------- | ------ |
| Команда «Горячие исполнители» | This Is Me | [ 9 ]  |

## Комментарии
1. ↑  К 31 марта должны были быть выпущены как минимум четыре эпизода сериалов или 1/3 сериала.